# Мидийский язык
Миди́йский язы́к — древнеиранский язык северо-западной группы, на котором говорили мидийцы, населявшие территории древней Мидии. Современными потомками являются курдский, каспийско-эльбурсская и центрально-иранская группа наречий, белуджский и ормури-парачи. Возможно, что мидийский язык представлял собой совокупность близкородственных диалектов.

## Классификация
Надписей на мидийском не сохранилось, однако по многочисленным глоссам в персидских и древнегреческих текстах мидийский язык с уверенностью относят к северо-западным иранским языкам, при этом, в связи с реконструкцией в мидийском языке большого числа архаичных черт, он в некоторых аспектах даже больше похож на авестийский язык (из другой подгруппы иранских языков), чем на древнеперсидский язык.
Остаётся дискуссионным вопрос, существовал ли единый мидийский язык, или он уже на древнем этапе представлял собой совокупность близкородственных диалектов. Это связано с тем, что современные северо-западные языки (или западной их части), считающиеся потомками мидийского показывают достаточно высокую степень расхождения.
Окончательно мидийский язык, по-видимому, оформился в Атропатене. Некоторые ученые полагают, что в Малой Мидии существовала среднемидийская (атропатенская) письменность арамейского происхождения. Среднемидийский (атропатенский) язык не исчез с включением Атропатены в состав Сасанидской державы, а затем Арабского халифата. Так, арабские авторы IX—XII вв. (Йакуби, Масуди), а также Бируни (X—XI вв.) и Асади Туси (XI в.) сообщают о распространенном на территории Атропатены языке āδarī (азери).
Несмотря на последующий ход истории и превалирование тюркского языка на территории Иранского Азербайджана, язык азери сохранился до наших дней в виде реликтовых северо-западных иранских диалектов — харзани, халхали, карингани и др. Эти диалекты обнаруживают близость с талышским, курдским, гилянским, табаристанским, а также с диалектами Семнана.

## Письменность
Связных письменных текстов на мидийском языке не обнаружено, хотя некоторые исследователи полагают, что персы заимствовали мидийскую клинопись, возникшую под влиянием урартской. Большинство исследователей полагает, что некоторые политические, социальные, религиозные и прочие специфические термины были заимствованы из мидийского в древнеперсидский язык.

## Потомки
Потомками языка мидийцев являются следующие языки:
- Азери (до XVII в. н. э.)
- Старокурдский (курдани) (до X в. н. э.)
  - Курдский язык[3][6]
    - Заза-горани
- Белуджский язык[3]
- Талышский язык
- Ормури-парачи[3]

Языки имеют между собой достаточно сильное расхождение.

## Лексика
Используя сравнительную фонологию имен собственных, засвидетельствованных в древнеперсидском языке, Роланд Кент отмечает несколько других древнеперсидских слов, которые, по-видимому, являются заимствованиями из мидийского: например, «тахма» («храбрый»), как в имени собственном Тахмаспада. Дьяконов включает «паридаиза» («рай»); «вазрака» («великий») и хшайатийа («царский»). По сообщению Геродота, по-мидийски собака называлась «спако» (Σπακώ), ср. с авестийским spā с тем же значением. Этот термин и значение сохранились в живых иранских языках, таких как талышский.
Следы (более поздних) диалектов мидийцев (не путать с мидийским языком) сохранились в композициях жанра «фахлавият», стихах, составленных на старых диалектах районов Пахла/Фахла на северо-западе Ирана. Следовательно, эти композиции имеют «определенное языковое сходство» с парфянским, но на сохранившиеся образцы (от 9 до 18 веков н. э.) сильно повлиял персидский язык. Использование слова fahla (от среднеперсидского pahlaw) для обозначения Мидии засвидетельствовано с поздних аршакидских времен, поэтому оно отражает досасанидское использование этого слова для обозначения «Парфии», в которую во времена Аршакидов входила большая часть Мидии.

## См.также
- Мидийцы
- Мидия
- Древнеиранский язык
- Праиндоевропейский язык
- Курды
- Талыши